# 蓮蓬頭

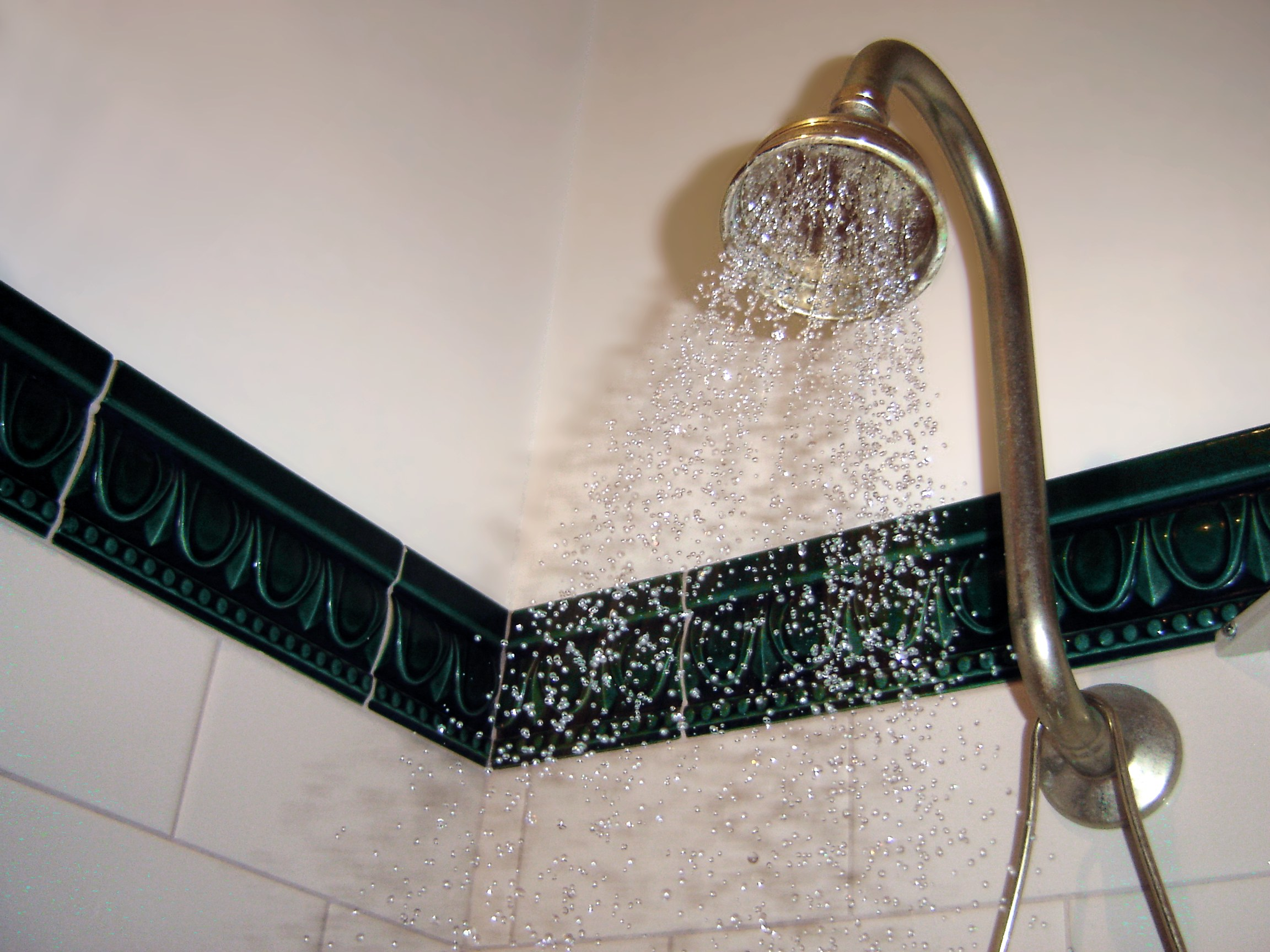
淋浴用的花灑為固定式結構

蓮蓬頭，在中國北方又稱花灑，原本是一種澆花、盆栽及其他植物的裝置。後來有人將之改裝成為可作淋浴之用，使之成為浴室常見的裝置。
莲蓬头是一种喷管。
一般來說，通常只有以可動水管連結的稱為蓮蓬頭，而以固定管柱連結的整體（也包含可動部件部分）均被統稱為花灑。

## 安全性
- 浴室裡的塑膠蓮蓬頭容易潛藏細菌，其中的「禽結核分枝桿菌」（Mycobacterium avium）容易引發肺部疾病。[1]